# Beckman Coulter
Pour les articles homonymes, voir Beckman et Coulter.

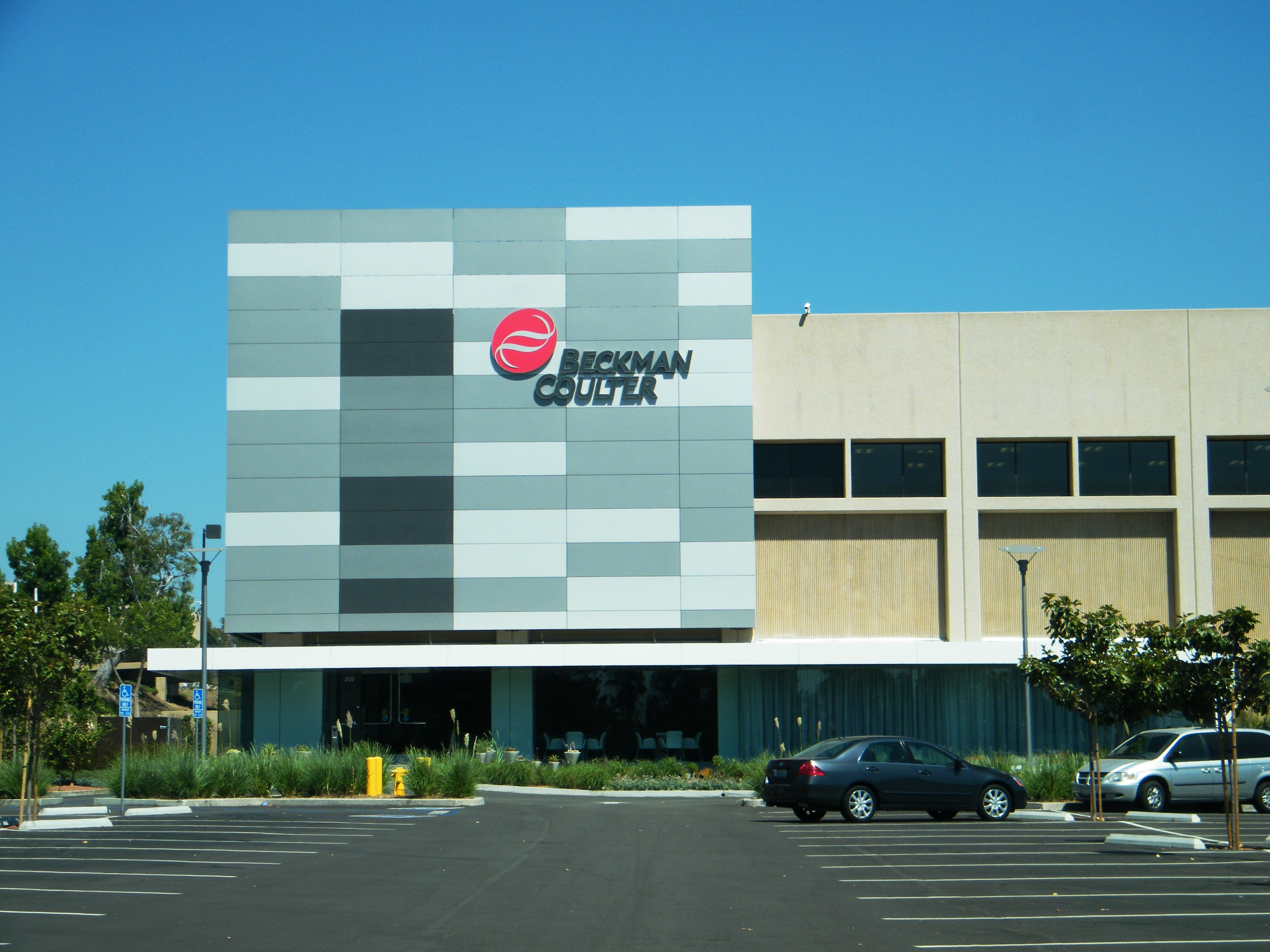
Siège social de Beckman Coulter à Brea.

Beckman Coulter est une société de fabrication d’appareils scientifiques pour la biologie et la médecine, à base d’optique, basée à Fullerton en Californie. En 2008, elle est classée dans les 1 000 plus importantes entreprises américaines.

## Historique
Fondée en 1935 par Arnold O. Beckman, professeur au National Technical Laboratories du Caltech, pour commercialiser un pH-mètre qu'il a inventé, la compagnie a cru en taille pour atteindre plus de 10 000 employés, avec 2,4 milliards de dollars de ventes annuelles en 2004. Son siège social actuel se situe à Brea.
Dans les années 1940, Beckman changea le nom de sa compagnie en Arnold O. Beckman, Inc. pour vendre des analyseurs d'oxygène, le potentiomètre de précision Helipot et des spectrophotomètres. Dans les années 1950, le nom de la compagnie changea de nouveau en Beckman Instruments, Inc.
En 1955, Beckman a accueilli William Shockley et son équipe, transfuges des Laboratoires Bell, au sein d'un département créé spécialement à leur intention, le Shockley Semiconductor Laboratory, et destiné à commercialiser la technologie du transistor. Du fait que la mère vieillissante de Shockley vivait à Palo Alto en Californie, le laboratoire de Shockley a été implanté dans la ville voisine de Mountain View (Californie) dans le comté de Santa Clara et c'est ainsi que la « Silicon Valley » est née.
En 1982, la compagnie a fusionné avec SmithKline pour former SmithKline Beckman, avec Arnold Beckman comme vice-président, mais a regagné son indépendance en 1989 après que SmithKline ait fusionné avec Beecham Group pour former SmithKline Beecham (maintenant faisant partie de GlaxoSmithKline). 
En 1998, la compagnie a fait l'acquisition de Coulter Corporation. et changea son nom en ce qu'il est actuellement.
En 2006, la compagnie a fait l'acquisition de Lumigen and Agencourt Bioscience.
En 2009, la compagnie a fait l'acquisition de Olympus Diagnostic.
En 2009, la compagnie a fait l'acquisition d'Advalytix.
En 2011, la compagnie est rachetée par Danaher Corporation.
Fin 2012 la compagnie fait l'acquisition d'Iris
Fin 2020 la compagnie fait l'acquisition de m2p-Lab.
Fin 2022 la compagnie fait l'acquisition de ValitaCell.

## Direction de la société
- PDG (CEO) - Bob Hurley[Quand ?]

## Produits
La société propose une large gamme de produits tels que :
- la centrifugation et surtout l'ultracentrifugation (dont Beckman Coulter est le leader mondial)
- la Spectrophotomètrie du flux
- les réactifs et automates de génomique
- la caractérisation de particules
- La robotique de laboratoire
- La microfermentation
- La microtitration d'IgG